# Los Hermanos Makaroff
Los Hermanos Makaroff fue un dúo acústico de rock integrado por los hermanos Sergio y Eduardo Makaroff en el año 1972. 

## Historia
Los hermanos Sergio y Eduardo Makaroff formaron este dúo acústico a principios del año 1972 y luego en un formato roquero en el que grabaron un simple para el sello disquero llamado Cabal.
Luego grabaron un tema que tuvo un mediano éxito titulado El rock del Ascensor para el sello Micrófon editado en el compilado Rock Para Mis Amigos Vol. 3 en el año 1974. Luego tocaron en el Festival de Amor (Música del Alma) y teloneros de varios grupos importantes entre ellos  Sui Generis.
Ya en el año 1976 formaron un grupo soporte: Gustavo Donés (bajo), Juan Carlos Tordó (batería) y Claudio Durán (guitarra). Los puntos salientes en la carrera de esta agrupación son, en primer lugar, su presentación en el Festival del Amor (organizado por Charly García) y, en segunda instancia, su show como teloneros de Crucis, en el Luna Park en 1976.
Por inconvenientes contractuales con la discográfica no lograron editar ningún álbum y se separaron a mediados de 1978. Sergio se radicó en España. En 1978, Eduardo forma junto a Daniel Mactas llamado Edu y el Pollo. Se radica en Francia, donde reside en la actualidad, y en el año 2001 forma un exitoso grupo de tango electrónico llamado Gotan Project.